# Phare de Lower Cedar Point
Le phare de Lower Cedar Point (en anglais : Lower Point Light), était un phare offshore de type screw-pile lighthouse situé sur la rivière Potomac  dans le comté de Charles, dans le Maryland. Il a été remplacé par une balise moderne.

## Historique
Les bateaux-phares ont été stationnés à cet endroit à partir de 1825. En 1861, pendant la guerre de Sécession, le bateau-phare en poste a été incendié par les forces confédérées.
Un phare sur pilotis a été construit sur la zone en 1867. Cette lumière a brûlé le jour de Noël en 1893 et a été reconstruite en 1896. En 1951, la maison a été supprimée et une tour à claire-voie érigée sur l'ancienne fondation a été mise en service.

## Description
Le phare actuel est un tour métallique à claire-voie, avec une balise de 11,5 m de haut, montée sur l'ancienne fondation. Il émet, à une hauteur focale de 11,5 m, un éclat vert toutes les 2.5 secondes. Sa portée n'est pas connue.
Identifiant : ARLHS : USA-458 ; USCG : 2-17710 ; Admiralty : J1877.5 . 

### Lien connexe
- Liste des phares du Maryland